# Convención de Klaipėda

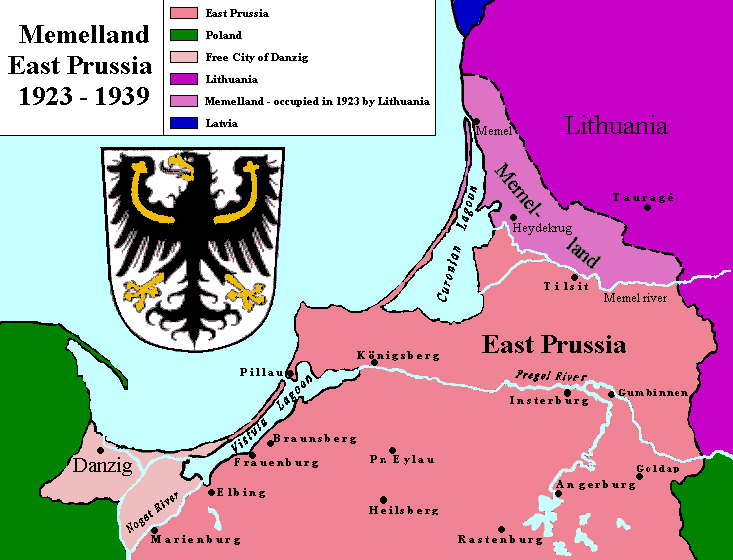
Mapa histórico de la región de Klaipėda (Memelland) y la parte norte de Prusia Oriental.

La Convención de Klaipėda (o Convención sobre el Territorio de Memel) fue un acuerdo internacional entre Lituania y los países de la Conferencia de Embajadores (Reino Unido, Francia, Italia y Japón) firmado en París el 8 de mayo de 1924. Según la convención , la región de Klaipėda (territorio de Memel) se convirtió en una región autónoma bajo la soberanía incondicional de Lituania.
La región fue separada de Prusia Oriental por el Tratado de Versalles y puesta bajo una administración francesa provisional. Durante la revuelta organizada de Klaipėda de enero de 1923, los lituanos tomaron el control de la región y la unieron a Lituania. La Conferencia de Embajadores aceptó este hecho consumado y se propuso formalizar los cambios territoriales. A los habitantes del área no se les permitió elegir si querían ser parte de Lituania o de Alemania. Después de difíciles negociaciones, la Convención alcanzó un acuerdo en la primavera de 1924. Se otorgó a la región una amplia autonomía legislativa, judicial, administrativa y financiera. Tenía su propio parlamento elegido democráticamente (Dieta de Klaipėda) y una rama ejecutiva designada (la Dirección de Klaipėda). La administración y operación del puerto de Klaipėda se confió a una Junta del Puerto, de tres miembros. El río Niemen, particularmente su tráfico de madera, se internacionalizó, otorgando libertad de tránsito a todas las naciones. La Convención quedó obsoleta cuando la Región de Klaipėda se unió a la Alemania nazi como resultado del ultimátum de 1939.

## Antecedentes
Artículo principal: Revuelta de Klaipėda
Las tierras al norte del río Niemen eran parte de un estado alemán desde su conquista durante la Cruzada de Prusia en el siglo XIII. Según el artículo 28 del Tratado de Versalles, la región se separó del Imperio alemán y, según el artículo 99, se colocó bajo el mandato de la Liga de las Naciones a partir del 10 de enero de 1920. Los franceses se convirtieron en administradores temporales de la región de Klaipėda, o Territorio de Memel. Los lituanos creían que la región debería unirse a Lituania debido a su importante población de lituanos prusianos de habla lituana. También Klaipėda (Memel), un importante puerto marítimo en el Mar Báltico, era el único acceso viable al mar para Lituania. Sin embargo, tales aspiraciones lituanas obtuvieron poco apoyo local o internacional. Parecía que la región se convertiría en una ciudad libre similar a la Ciudad Libre de Danzig. En lugar de esperar una decisión desfavorable de los aliados, los activistas lituanos decidieron organizar una revuelta, capturar la región y presentar un hecho consumado. La revuelta, organizada por el gobierno lituano y la Unión de fusileros lituanos, comenzó el 9 de enero de 1923. Los rebeldes encontraron poca resistencia y controlaron la región antes del 15 de enero. Organizaron una nueva Dirección pro-lituana, la principal institución de gobierno, y solicitaron para unirse a Lituania. El 24 de enero, el Primer Seimas, el Parlamento lituano, aceptó la petición, formalizando así la incorporación de la región de Klaipėda en el lado lituano. La Conferencia de Embajadores decidió enviar una comisión especial a la región, rechazó una intervención militar y acordó iniciar negociaciones con Lituania.

## Negociaciones
El 16 de febrero de 1923, la Conferencia de Embajadores renunció a sus derechos otorgados por el Tratado de Versalles, y transfirió el distrito a Lituania bajo la condición de que un tratado internacional formal se firmara más tarde. Lituania aceptó la transferencia, y las negociaciones sobre el tratado comenzaron el 24 de marzo de 1923. Una comisión especial de la Conferencia, presidida por el diplomático francés Jules Laroche, presentó un proyecto de 50 párrafos, que reservaba amplios derechos de acceso de la Segunda República Polaca, utilizar y gobernar el puerto de Klaipėda. Para Lituania, que puso fin a todos los lazos diplomáticos con Polonia por una amarga disputa sobre la región de Vilna, eso era completamente inaceptable. La delegación lituana, encabezada por Ernestas Galvanauskas, respondió presentando su propio proyecto, que no se reservaba ningún derecho a Polonia, en abril de 1923. Las negociaciones se reanudaron en julio, cuando Laroche presentó otros dos proyectos, muy similares al primero. Al ver que la situación se había estancado, los lituanos sugirieron entregar el caso a la Corte Permanente de Justicia Internacional, pero Laroche prefirió la Liga de las Naciones. La Conferencia decidió apelar a la Liga sobre la base del Artículo 11 del Pacto de la Liga. El 17 de diciembre de 1923, la Liga autorizó una comisión de tres hombres para analizar la situación y preparar un informe. La comisión estaba encabezada por el diplomático estadounidense Norman Davis e incluía al experto técnico holandés en transporte A. G. Kröller y al profesor sueco M. Hoernell. La comisión visitó Klaipėda, Kaunas y Varsovia y presentó un proyecto de tratado el 18 de febrero de 1924. Después de las negociaciones con los lituanos, la Liga adoptó la convención el 14 de marzo de 1924 a pesar de las protestas polacas. El documento fue firmado por Robert Crewe-Milnes, Raymond Poincaré, Camillo Romano Avezzana, Ishii Kikujirō y Ernestas Galvanauskas el 8 de mayo. Fue registrado en la Serie de Tratados de la Liga de las Naciones el 3 de octubre. La convención fue ratificada por los poderes de la Entente y tomó pleno efecto el 25 de agosto de 1925. Los lituanos elogiaron la versión final como su principal victoria diplomática ya que Polonia no recibió derechos especiales en el puerto.

## Contenido
| Fecha de pago            | Total (en marco de oro alemán) | A Francia (en francos) | A Reino Unido (en libras) | A Italia (en liras italianas) |
| ------------------------ | ------------------------------ | ---------------------- | ------------------------- | ----------------------------- |
| 15 días después del pago | 800.000                        | 4.725.998              | 90.882                    | –                             |
| 15 de diciembre de 1930  | 1.000.000                      | 5.886.873              | 113.180                   | 16.273                        |
| 15 de diciembre de 1931  | 1.000.000                      | 5.907.505              | 113.590                   | –                             |
| 15 de diciembre de 1932  | 1.000.000                      | 5.907.505              | 113.590                   | –                             |

La Convención tenía 18 artículos. La región fue transferida a Lituania sin disposiciones condicionales y se le otorgó autonomía legislativa, judicial, administrativa y financiera para preservar los "derechos y cultura tradicionales de los habitantes". A los residentes se les otorgó automáticamente la ciudadanía lituana, pero también se les otorgó un plazo de 18 meses para optar por no participar y elegir la ciudadanía alemana. Los nuevos ciudadanos lituanos estuvieron exentos del servicio militar hasta enero de 1930. Lituania acordó pagar reparaciones de guerra de acuerdo con el Tratado de Versalles en lo que respecta a la región y para proteger los derechos de las minorías y las empresas extranjeras. Cualquier miembro del Consejo de la Liga de las Naciones podría llamar la atención de la Liga sobre cualquier infracción de la Convención, y tales disputas serían remitidas a la Corte Permanente de Justicia Internacional. Esa disposición fue utilizada por la Alemania nazi cuando apoyó actividades antituanas en la región y acusó a Lituania de violar los derechos de las minorías. La región no puede ser transferida a otros países sin el consentimiento de las partes contratantes. Ese artículo se hizo relevante en 1939 cuando a Lituania se le presentó un ultimátum que exigía la transferencia de la Región de Klaipėda a Alemania.
La convención incluyó el estatuto de la región de Klaipėda, un acuerdo sobre el puerto de Klaipėda y el tránsito como una adición. El estatuto de la región de Klaipeda tenía 38 artículos y era similar a una constitución. Se ocupó principalmente de detallar el nivel de autonomía legislativa, judicial, administrativa y financiera otorgada a la región. La autonomía se otorgó en nombre de Lituania, que fue un logro diplomático lituano significativo, y los cuatro signatarios internacionales solo lo confirmaron. Los asuntos específicamente colocados bajo la autoridad local incluían el culto público y la educación; divisiones administrativas locales; salud y bienestar social; carreteras y obras públicas; legislación civil, penal y comercial; Policía local e impuestos (excepto derechos de aduana). La región tenía su propio cuerpo legislativo (Memel Landtag), que fue elegido por un período de tres años en elecciones libres y democráticas. El presidente de Lituania nombró un gobernador de la región. El gobernador no podía vetar las leyes aprobadas en el parlamento local a menos que violaran el estatuto, la Constitución de Lituania o los acuerdos internacionales. Las razones para un veto no incluían leyes que fueran contrarias al interés de Lituania. La Dirección de cinco miembros fue nombrada por el gobernador y sirvió como la institución ejecutiva siempre y cuando confiara en el parlamento. El gobernador, de acuerdo con la Dirección, podría disolver el parlamento. La Dirección nombró jueces del tribunal de por vida. Los idiomas lituano y alemán recibieron el mismo estatus que los idiomas oficiales de la región. Enmendar el estatuto requería una mayoría de tres quintos en el parlamento local y podría presentarse para su aprobación a un referéndum local.
El acuerdo sobre el puerto de Klaipėda especificaba que era un puerto de interés internacional y que se aplicaba el Convenio y el Estatuto de Barcelona sobre el régimen de vías navegables de interés internacional. El acuerdo estableció una Junta del Puerto de tres miembros encargada de la administración, operación y desarrollo del puerto. Un miembro fue designado por el gobierno lituano, otro por la Dirección y el último por la Liga de las Naciones. El acuerdo de tránsito tenía cuatro artículos y garantizaba la libertad de tránsito. Se refería particularmente a la exportación e importación de madera a través del río Niemen.